# Bobi (Côte d'Ivoire)
Pour les articles homonymes, voir Bobi.
Bobi est une localité du centre de la Côte d'Ivoire, et appartenant au département de Séguéla, Région du Worodougou.
La localité de Bobi est un chef-lieu de commune.